# 무라타 사야카
무라타 사야카(일본어: 村田 沙耶香, 1979년 8월 14일 ~ )는 일본의 소설가 겸 수필가이다. 장편소설 《편의점 인간》으로 2016년 아쿠타가와상을 수상했다.

## 작품 목록

### 소설
- 수유(授乳, 2005)
- 마우스(マウス, 2008)
- 은색의 노래(ギンイロノウタ, 2008)
- 별이 피우는 물(星が吸う水, 2010)
- 멀리 갈 수 있는 배(ハコブネ, 2011)
- 다다이마 도비라(タダイマトビラ, 2012)
- 적의를 담아 애정을 고백하는 법(しろいろの街の、その骨の体温の, 2012)
- 살인출산(殺人出産, 2014)
- 소멸세계(消滅世界, 2015)
- 편의점 인간(コンビニ人間, 2016)
- 지구별 인간(地球星人, 2018)
- 생명식(生命式, 2019)
- 변반신(変半身, 2019)
- 마루노우치 마법소녀 미러클리나(丸の内魔法少女ミラクリーナ, 2020)
- 신앙(信仰,2024)

### 수필
- 아 난 이런 어른이 될 운명이었던가(きれいなシワの作り方〜淑女の思春期病, 2015)
- 이웃집 뇌세계(となりの脳世界, 2018)
- 내가 먹어버린 책(私が食べた本, 2018)